# Xu Xin
Dans ce nom chinois, le nom de famille, Xu, précède le nom personnel Xin.
Pour les articles homonymes, voir Xu Xin (football).
Xu Xin est un pongiste chinois, né le 8 janvier 1990 à Xuzhou en Chine. Il est classé 1er mondial en septembre 2019 selon le classement ITTF, place à laquelle il reste durant 23 mois. Il remporte 7 fois la Coupe du monde de tennis de table et 10 fois les Championnats du monde. Ce palmarès fait de lui l'un des plus grands pongistes de tous les temps.

## Style de jeu
Xu Xin est gaucher, ce qui en fait un partenaire très prisé pour les doubles. Son jeu est basé sur un top spin long et dévastateur, aussi bien en coup droit qu'en revers. En effet, il utilise la prise de raquette en porte-plume, mais est néanmoins capable d'utiliser, comme Wang Hao et Ma Lin, le « revers à inversé » de manière très efficace lors du démarrage. Il est également doté d'un bon service qui lui permet souvent de prendre l'initiative. Malgré sa taille relativement grande pour un pongiste, la qualité de déplacement de Xu Xin est notable. Son toucher de balle lui a permis de développer un jeu très spectaculaire et créatif.

## Classement

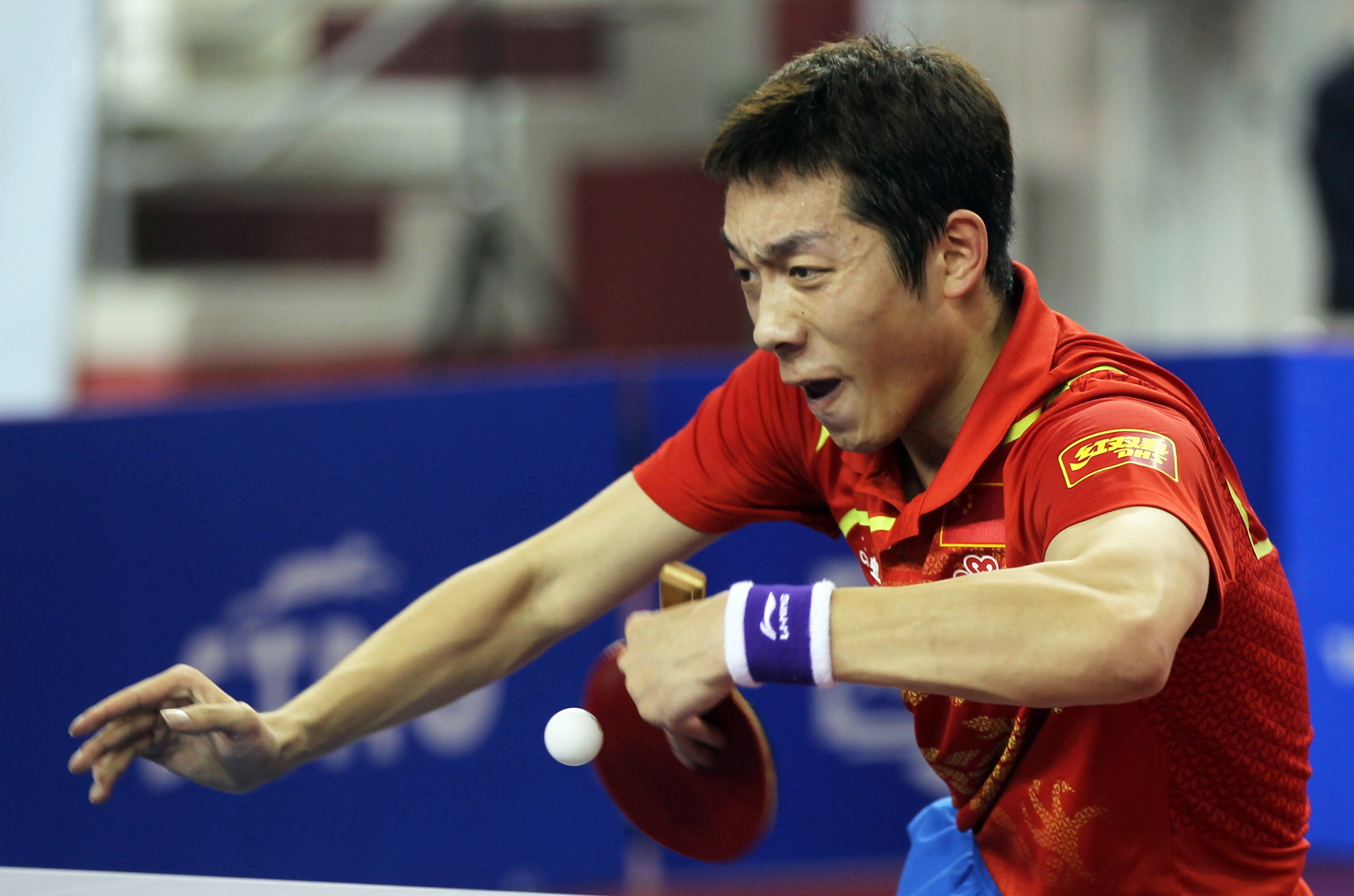
Xu Xin lors de la finale simple messieurs de l'Open du Qatar contre son compatriote chinois Wang Hao.

Xu Xin accède au groupe des dix meilleurs mondiaux en mars 2010. Il est numéro trois mondial en novembre 2015, après avoir été numéro un entre mars 2014 et février 2015. En août 2017, il détient toujours la place de numéro 3 mondial

## Palmarès
- 2004 : 
  - titre en simple du challenge mondial des cadets (moins de 15 ans) de l'ITTF.
- 2008 : 
  - titre en double de l'open de Biélorussie avec Hou Yingchao par paires, où il bat notamment le "régional de l'étape" Vladimir Samsonov (ce dernier prend sa revanche quelques jours plus tard lors de la finale de ce même open, en simples) ;
  - alors classé 150e mondial, il crée la surprise en battant Wang Liqin lors de l'open de Chine (il échoue en quarts).
- 2009 : 
  - titre en double de l'open de Slovénie avec Zhang Chao,
  - "universiade" avec l'équipe de Chine,
  - toujours avec l'équipe de Chine, remporte le traditionnel "Chine contre le reste du monde",
  - titre en double de l'open du Danemark avec Ma Long,
  - titre en double de l'open du Qatar avec Ma Long,
  - titre en double des championnats d'Asie avec Ma Long,
  - champion d'Asie avec l'équipe de Chine,
  - coupe du monde avec l'équipe de Chine,
  - finaliste des "Pro-tour Grand finals" contre Ma Long,
  - finaliste des championnats du monde en double avec Ma Long.
- 2010 
  - finaliste en double de l'open du Qatar avec Wang Liqin,
  - titre en simple de l'open du Koweït,
  - finaliste en double de l'open du Koweït avec Wang Liqin,
  - titre en double de l'open de Chine avec Ma Lin,
  - champion d'Asie en double mixte avec Guo Yan,
  - vice-champion d'Asie en double (masculin) avec Ma Lin,
  - coupe du monde avec l'équipe de Chine : remporte le double avec Ma Long.
- 2011 : 
  - titre en simple de l'open de Slovénie,
  - titre en double de l'open d'Angleterre avec Zhang Jike,
  - titre en simple de l'open du Qatar ITTF (il fait preuve lors de ce championnat d'un niveau de jeu exceptionnel d'une rare qualité, qui lui permet d'éliminer sèchement consécutivement Wang Liqin, Ma Long et Timo Boll par 4 sets à 0),
  - titre en double de l'open du Qatar avec Wang Liqin.
- 2012 : 
  - titre en simple de l'open du Qatar,
  - titre en simple de l'open de Chine.
- 2013
  - titre en simple de la coupe du monde 2013 à Verviers (Belgique) face à Vladimir Samsonov,
  - titre en simple de l'open de Corée du Sud face à Ma Long.
- 2014
  - titre en simple de l'open de Corée du Sud face à Fang Bo.
- 2015
  - titre mondial en double mixte avec la Sud-Coréenne Yang Ha-eun[6],
  - titre aux championnats d'Asie, catégorie Doubles messieurs, associé à Fan Zhendong,
  - titre mondial en double messieurs associé à Zhang Jike.
- 2016 
  - Titre en double de l'open du Koweit avec Zhang Jike,
  - Titre en simple de la Coupe d'Asie à Dubaï contre Zhang Jike,
  - Titre en double de l'Open du Japon avec Ma Long,
  - Numéro 3 mondial en juin 2016, Xu Xin bat le numéro 1 Ma Long en demi-finale de l'open du Japon,
  - Lors de l'open de Corée en juin, il bat Fan Zhendong en demi-finale (qu'il n'avait pas battu depuis 1 an, ayant perdu les 5 matchs précédents[7]) et remporte le titre face à Ma Long[8],
  - Titre en double de l'Open de Corée avec Zhang Jike.
- 2018
  - Champion du monde par équipes

## Matériel
Xu Xin est partenaire avec Stiga comme sa compatriote Guo Yue, c'est assez rare pour des joueurs(es) chinois(es). Depuis 2015, Xu Xin joue avec un bois Stiga INTENSITY NCT, et un revêtement DHS NEO TG3 Skyline 3 en coup droit. En ce qui concerne son revêtement en revers, les suppositions sont multiples ; il se pourrait qu'il s'agisse d'un revêtement Butterfly (Tenergy 64).

## Vie privée
Xu Xin est marié à l'ancienne pongiste professionnelle Yao Yan, de deux ans son aînée, qu'il rencontre adolescent. Elle intègre l'équipe nationale chinoise de tennis de table en 2006, mais les relations amoureuses entre membres de l'équipe étant interdites, Yao Yan met fin à sa carrière internationale en 2012 au profit de celle de Xu Xin. Le couple a un fils.
Xu Xin a des notions d'anglais.